# Armeria velutina
Armeria velutina es una especie de herbácea de la familia Plumbaginaceae.

## Descripción
Hierba perenne cespitosa de base lignificada, con tallos desprovistos de hojas (escapos) de hasta 90 cm. Hojas todas en roseta basal, de hasta 15 (-20) cm, de longitud y  1-8 mm de anchura l, lineares o linear-lanceoladas , con 1-3 nervios, rígidas, pubescentes. Flores hermafroditas, actinomorfas, pentámeras, reunidas en capítulos solitarios en el extremo de los escapos, con una vaina de 1,5-3,5 (-4) cm rodeando el extremo de los mismos. Capítulos de 1,5-3 cm de diámetro, con un involucro de brácteas coriáceas imbricadas, pubescentes; las externas ovadas; las medias anchamente ovadas o redondeadas; las internas ovado-oblongas. Cáliz de 6-10 mm, embudado, persistente, inserto oblicuamente sobre el pedicelo y prolongado en la base en un espolón de 2-2,5 mm. Corola con pétalos soldados en la base, embudada, más larga que el cáliz, rosada o blanquecina. Androceo con 5 estambres libres. Ovario súpero, con 5 estilos libres. Frutos en cápsula encerrada en el cáliz, con una sola semilla. Florece y fructifica de primavera a principios del verano.

## Distribución y hábitat
Endemismo  del suroeste de la península ibérica. No parece estar amenazada según la LRA. Vive en arenas secas estabilizadas, formando parte de los jaguarzales (monte blanco), comportándose como subnitrófila en los taludes de las carreteras.